# Voyage au bout de la peur
Voyage au bout de la peur (France) ou Madame et son fantôme (Québec) (The Girl Who Slept Too Little) est le 2e épisode de la saison 17 de la série télévisée d'animation Les Simpson.

## Synopsis
La famille Simpson se réveille au son d'un marteau piqueur et, à sa grande surprise, des ouvriers investissent le terrain derrière la maison pour y bâtir un musée du timbre.
Les habitants du quartier n'en voulant pas, ils décident de s'opposer aux ouvriers et finissent par les faire renoncer. À la place, on construit un cimetière…